# Sandro Pimentel
Sandro de Oliveira Pimentel (Ceará-Mirim, 28 de maio de 1966), é um servidor público, sindicalista e político brasileiro, eleito para a Assembleia Legislativa do Rio Grande do Norte (ALRN) pelo Partido Socialismo e Liberdade (PSOL) em 2018. Em março de 2021 teve seu mantado cassado como deputado estadual por irregularidades, dando lugar ao deputado estadual Jacó Jacome. Sandro é ativista dos direitos dos animais, vereador de Natal e deputado estadual eleito.
É graduado em Gestão Pública, especialista em Qualidade de Vida e Saúde no Trabalho e Mestre em Estudos Urbanos e Regionais, ambos pela Universidade Federal do Rio Grande do Norte (UFRN). Dirigiu o Sintest/RN – Sindicato Estadual dos Trabalhadores em Educação do Ensino Superior do RN e FASUBRA Sindical – Federação de Sindicatos de Trabalhadores Técnico-Administrativos em Instituições de Ensino Superior Públicas do Brasil.
Saiu do Partido dos Trabalhadores (PT) no final de 2002, após oito anos de partido. Trabalhou na fundação do Partido Socialismo e Liberdade, partido que presidiu por seis anos no estado. Disputou duas eleições como candidato ao governo do Rio Grande do Norte, em 2006 e 2010, porém em ambas não obteve êxito. Candidatou-se à prefeitura de Natal em 2008 e terminou em sexto lugar, com 3.005 votos.
Foi eleito à Câmara Municipal de Natal em 2012 e reeleito em 2016 com 3.700 votos. Em 2018, disputou como candidato a deputado estadual as eleições gerais, foi eleito com 19 mil votos, tornando-se o primeiro parlamentar do PSOL na ALRN. Teve sua diplomação suspensa a pedido do Ministério Público por irregularidades na prestação de contas da campanha. A decisão final veio no final de janeiro de 2019, quando o Tribunal Regional Eleitoral derrubou liminar que impedia sua diplomação na Assembleia Legislativa do Rio Grande do Norte.